# Phoxiscorpio peachi
Phoxiscorpio
Genre
Espèce
Phoxiscorpio peachi, unique représentant du genre Phoxiscorpio, est une espèce fossile de scorpions de la famille des Centromachidae.

## Répartition
Cette espèce a été découverte à Dalmeny en Écosse. Elle date du Carbonifère.

## Étymologie
Cette espèce est nommée en l'honneur de Benjamin Nieve Peach.

## Publication originale
- (en) Kjellesvig-Waering, « A restudy of the fossil Scorpionida of the World », Palaeontographica Americana, 1986, vol. 55, p. 5-287.